# پراستیو
پراستیو (به لاتین: Prastio, Nicosia) یک منطقهٔ مسکونی در قبرس است که در ناحیه نیکوزیا واقع شده‌است.

## خصوصیات
پراستیو ۱٬۱۶۴ نفر جمعیت دارد.